# Gastón González
Gastón González (Río Cuarto, provincia de Córdoba, 11 de octubre de 1978) es un piloto de auto, moto y quad argentino. Es productor agropecuario y piloto en competencias de motor desde 2005.
En 2010 se inscribió en el Dakar, participando en la categoría coches, llegando en la posición 48.º. En 2013 participó en la categoría motos, llegando en la posición 14.º. En 2015 participó en la categoría quads, debiendo abandonar en la 6.ª etapa. En 2017 tuvo que abandonar. 

## Resultados

### Rally Dakar
| Año     | Categoría | Vehículo | Posición | Etapas |
| ------- | --------- | -------- | -------- | ------ |
| 2010    | Coches    | Toyota   | 48.º     | -      |
| 2013    | Quads     | Yamaha   | 16.º     | -      |
| 2015    | Quads     | Yamaha   | Ret.     | -      |
| 2017    | Quads     | Yamaha   | Ret.     | -      |
| 2018    | Quads     | Yamaha   | Ret.     | -      |
| Fuente: |           |          |          |        |